# Trichonis
Trichonis is een geslacht van vlinders van de familie Lycaenidae, uit de onderfamilie Theclinae.

## Soorten
- T. hyacinthus (Cramer, 1775)
- T. immaculata lathy, 1930
- T. theanus (Cramer, 1779)